# Martinez (Georgia)
Martinez è un census-designated place (CDP) degli Stati Uniti d'America, situato nello stato della Georgia, nella contea di Columbia.